# Alain Touraine

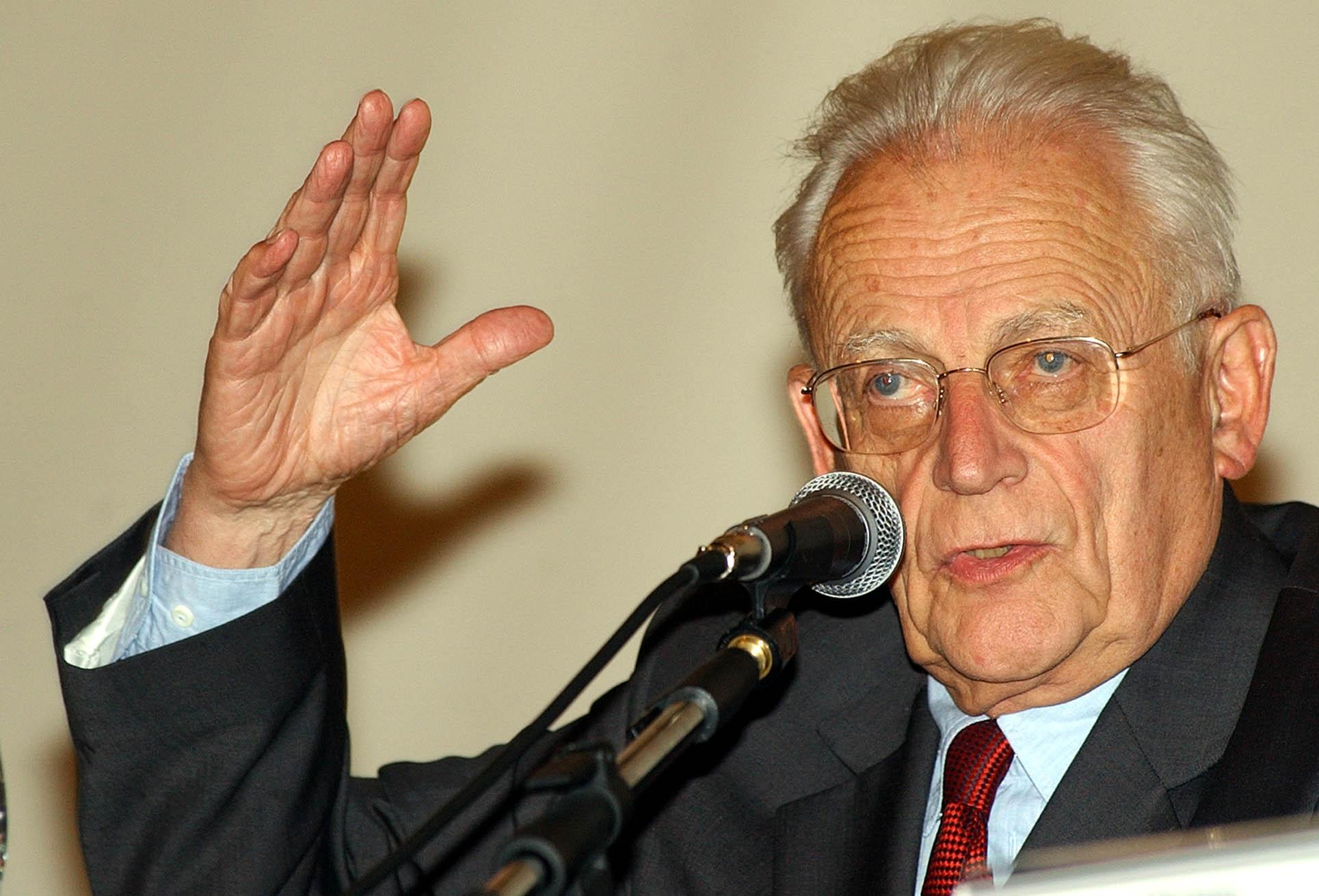
Alain Touraine

Alain Touraine (ur. 3 sierpnia 1925 w Hermanville-sur-Mer, zm. 9 czerwca 2023 w Paryżu) – francuski socjolog.

## Elementy biograficzne
Student École normale supérieure w 1945, dyplomowany historyk. Karierę naukową rozpoczął w CNRS (Krajowy Ośrodek Badań Naukowych), gdzie pracował do 1958. W latach 1952–1953 był Rockefeller Fellow na uniwersytetach Harvarda, Columbii i Chicago. W 1956 tworzył Centre de Recherche de Sociologie du Travail (Centrum Badań nad Socjologią Pracy) w Chile. W 1960 zaczął pracę w École Pratique des Hautes Études, której część stała się potem autonomiczną École des hautes études en sciences sociales, gdzie wykładał do 2005 (z kilkuletnią przerwą na wykłady w uniwersytecie w Nanterre). Pracę doktorską obronił w 1965. W 1958 tworzył Laboratoire de Sociologie Industrielle (Laboratorium Socjologii Przemysłowej), a w 1970 Centre d’Etudes des Mouvements Sociaux (Centrum Studiów nad Ruchami Społecznymi). Jego ostatecznym dziełem, jeśli chodzi o pracę instytucjonalną, jest Centre d’Analyse et d’Intervention Sociologiques (Centrum Analizy i Interwencji Socjologicznej) (1981), którym kierował do 1993.
Odznaczony Krzyżem Komandorskim Orderu Zasługi Rzeczypospolitej Polskiej (2012).

## Praca naukowa
Touraine stał się znany dzięki swym pracom poświęconym socjologii pracy (zob. 1955 w bibliografii). Rozwinął następnie socjologię działania, by zbadać proces, który zachodził w społeczeństwach industrialnych stających się społeczeństwami postindustrialnymi (zob. 1965, 1973).
Po francuskim kryzysie w maju 1968 Touraine zaznaczył dokonanie się przejścia z dominacji czysto ekonomicznej w stronę dominacji kulturowej, gdzie opozycja pomiędzy proletariuszami i burżuazją została zastąpiona opozycją pomiędzy tymi, którzy posiadają pewne umiejętności a tymi, których pozycja w systemie mediatycznym zapewnia im znaczny wpływ na kształt społeczeństwa.
Głównym elementem pracy Touraine’a jest jednak badanie ruchów społecznych. Od 1974 Touraine broni pewnej formy socjologii partycypatywnej (angażującej), „interwencjonizmu socjologicznego” i interesuje się szczególnie badaniem nowych ruchów społecznych (studenckich, regionalnych, ekologicznych i, aktualnie, feministycznych i LGBT) Opisał wiele ruchów robotniczych w Ameryce Łacińskiej oraz przeprowadził pierwszą głęboką analizę „Solidarności” (zob. 1982), która była jego główną inspiracją w rozwinięciu wyżej wspomnianej koncepcji socjologii interwencjonistycznej.
W 2007 Touraine zaproponował francuskiej kandydatce na fotel prezydencki Ségolène Royal wspólne napisanie książki na temat przyszłości francuskiej lewicy Si la gauche veut des idées... (Jeśli lewica chce nowych idei...).
Touraine jest dziś szczególnie popularny w krajach Ameryki Łacińskiej. Jest ojcem Marisol Touraine.

## Publikacje
- L’Évolution du travail aux usines Renault, 1955
- Sociologie de l’Action, Seuil, 1965
- La conscience ouvrière, Seuil, 1966
- Le Mouvement de Mai ou le communisme utopique, Seuil, 1968
- La Société post-industrielle, Denoël-Gonthier, 1969
- Production de la Société, Seuil, 1973; Samotworzenie się społeczeństwa, Kraków, 2010
- Pour la Sociologie, Seuil, 1974
- Un désir d’histoire, Stock, 1977
- La voix et le regard, Seuil, 1978
- Solidarité – Analyse d’un mouvement social – Pologne 1980-1981 (z Janem Strzeleckim, Michelem Wieviorka i François Dubetem), Fayard 1982; Solidarność. Analiza ruchu społecznego 1980-1981, Warszawa 1989. Drugie wydanie: Gdańsk, 2010
- Le Mouvement ouvrier (z Michelem Wieviorką i François Dubetem), Fayard, 1984
- Le Retour de l’Acteur, Fayard, 1984
- La Parole et le Sang (sur l’Amérique Latine), O. Jacob, 1988
- Critique de la Modernité, Fayard, 1992
- Qu’est-ce que la démocratie?, Fayard,1994
- Pourrons-nous vivre ensemble? Egaux et différents, Fayard, 1997
- Comment sortir du libéralisme?, Fayard, 1999
- La recherche de soi. Dialogue sur le Sujet (z Farhadem Khosrokhavarem), Fayard, 2000.
- Un Nouveau Paradigme. Pour Comprendre le Monde d’Aujourd’hui, 2005
- Si la gauche veut des idées..., wraz z Ségolène Royal, Paris, Grasset, 2008.
- Après la crise, Paris, Seuil, 2010.
- Carnets de campagne, Paris, Robert Laffont, 2012.
- La fin des sociétés, Paris, Seuil, 2013.